# Delia subalpina
Delia subalpina är en tvåvingeart som först beskrevs av Ringdahl 1926.  Delia subalpina ingår i släktet Delia och familjen blomsterflugor. Arten är reproducerande i Sverige. Inga underarter finns listade i Catalogue of Life.